# Beowawe
Beowawe (/beɪɵˈwɑːwiː/ bay-ə-WAH-wee) é uma comunidade não incorporada no condado de Eureka, estado do Nevada, Estados Unidos.
O nome tem origem numa da palavra dos índios paiute que significa portão. Beowave fica situada na  State Route 306 imediatamente a sul da Interstate 80. O  rio Humboldt corre pelo norte do Nevada perto de Beowave. É o segundo maior rio em extensão no Great Basin.
Beowawe foi fundada em 1868 com a chegada da Primeira Ferrovia Transcontinental. Gravelly Ford, um local notável no California Trail, fica a poucas milhas a este de Beowawe em Pioneer Pass Road. O famoso marcador "Maiden's Grave" vigia o vau. Uma cruz alta no cemitério de Beowave comemora o enterro de Lucinda Duncan, que morreu no caminho em 1863. Trabalhadores da Central Pacific Railroad foram os primeiros a descobrir o túmulo ao longo do rio Humboldt e , em 1906 o túmulo foi movido para o cemitério da encosta quando a Union Pacific realinhou as linhas. A vila atingiu o seu pico por volta de 1881 com uma população de 60 habitantes. A vila tinha uma escola primária, igreja, estação dos correios, loja e até uma biblioteca. Em 1909, uma fábrica produtora de energia foi ali construída, mas como muitas cidades fantasmas, o boom tinha terminado em 1916 e muitos habitantes partiram. Na atualidade existe em Beowave uma fábrica de energia geotérmica e existe um enorme tanque de propano, próximo da autoestrada.